# 1942 (videójáték)
A 1942 egy függőlegesen scrollozodó shoot ’em up játék melyet a Capcom adott ki 1984-ben. Ez volt az első része a 19XX sorozatnak. Ezt követte a 1943: The Battle of Midway.
A 1942 a csendes-óceáni hadszíntéren játszódik a második világháborúban. A cél Tokió és az egész japán flotta megsemmisítése a levegőből. A játékos egy P–38 Lightninggal repül, de a játékban ezt csak Super Ace-nek nevezik.
Először játéktermekben jelent meg a játék, majd később portolták NES, MSX, NEC PC–8801, Windows Mobile Professional, Game Boy Colorra. Európában az Elite Systems adta ki Amstrad CPC, ZX Spectrum és Commodore 64 rendszerekre. A játék bekerült a Capcom Classics Collectionbe, melyet Xboxra- és PlayStation 2-re adtak ki 2005-ben. Japánban 2010 december 21-én, a PAL régióban 2011 január 21-én, Észak-Amerikában 2011 január 24-én jelent meg Wiire.
A pontrekordot a kanadai Martin Bedard tartja 13 360 960 ponttal, melyet 2006 november 19-én ért el.[forrás?]